# Jules de Pétigny
Pour les articles homonymes, voir Pétigny.
François-Jules de Pétigny de Saint-Romain (14 mars 1801 à Paris - 4 avril 1858 au manoir de Clénord à Mont-près-Chambord) est un historien et archéologue français.

## Biographie
Il est le fils de François Romain de Pétigny , secrétaire du sceau du chancelier de France, et de sa seconde épouse, Marie Louise Rose Lévesque, le petit-fils de Pierre-Charles Levesque et de Marie Françoise Élisabeth Haulteterre.
En 1822, après de brillantes études, il devient élève à l'École royale des chartes.
À sa sortie, il devient secrétaire particulier du comte de Saint-Luc, préfet de Loir-et-Cher, puis conseiller de préfecture. Ses convictions politiques l'amènent à démissionner de ses fonctions administratives après la Révolution de Juillet 1830.
En 1835, il épouse à Vendôme Constance de Brunier, descendante d'Abel Brunier et nièce de Paul-Julien de Jouffrey.
Il reçoit le Prix Gobert de l'Académie des inscriptions et belles-lettres.
Le 13 décembre 1850, il est admis à l'Académie des inscriptions et belles-lettres en remplacement du marquis de Villeneuve-Trans. Il était également membre de l'Académie de Blois et du Comité des travaux historiques et scientifiques.

## Publications
- Observations sur le recrutement de l'armée (1830)
- Essai sur la population du département de Loir-et-Cher au 19e siècle (1833)
- Origines du mot cocu (1835)
- Le beau mois de Marie, ou, Suite de lectures pieuses sur les différents titres que l'église donne a la Sainte Vierge... (1838)
- Notice historique et biographique sur Jacques Brunier... (1839)
- De la Canalisation du Loir (1840)
- Les trois Brunyer (1841)
- Sur une charte inédite et secrète de la reine Isabelle de Bavière (1848)
- Testament de François de Vendôme, vidame de Chartres (1560) (1849)
- Histoire archéologique du Vendômois, médaille d'or de l'Académie des inscriptions et belles-lettres (1849, 1882)
- Études sur l'histoire, les lois et les institutions de l'époque mérovingienne, Prix Gobert de l'Académie des inscriptions et belles-lettres (1851)
- Lois et institutions (1851)
- Notice sur le Comte A. de Sarrazin (1853)
- Dissertation étymologique, historique et critique sur les diverses origines du mot "cocu", avec notes et pièces justificatives (1866)
- Notice historique, biographique et généalogique de la famille de Brunier (1869)
- Mémoire sur le recrutement